# بطارقة الروم

البَطَارِقَة (باللاتينية: patricius، من اليونانية: πατρίκιος وتُنطَق بنفس الطريقة، وقد عرّبت إلى بِطْرِيق) كانت طبقة الأشراف أو النبلاء في في الإمبراطورية الرومانية، تلك العائلات المنتمية إلى الطبقة الحاكمة، أشبهتها إلى حد ما طبقة النبلاء في المجتمعات الأوروبية.
في الفترة المتأخرة من عهد الإمبراطورية الرومانية، أصبحت طبقة الباتريكيان واسعةً إلى حد ما، حيث باتت تشمل معظم الموظفين والمسؤولين الحكوميِّين ذوي المناصب العالية. بعد سقوط الإمبراطورية الرومانية الغربية ظلَّ المصطلح دارجاً كلقبٍ تشريفي عالي الأهمية، فقد ازدهرت هذه الطبقة في ظل الإمبراطورية البيزنطية وأصبحت وسيلة رسمية لتعريف الطبقة الاجتماعية التي تنتمي إليها العائلات المعروفة، انتشر استعمال طبقة الباتريكيان من هناك ليصل إلى العديد من مناطق أوروبا خلال العصور الوسطى بما فيها دويلات المدن الإيطالية، مثل جمهورية البندقية وجنوة، وأصبحت أشبه بمرادفٍ للطبقة الأرستقراطية والبرجوازية.

## التاريخ

### النشأة
حسب المؤرخ تيتوس ليفيوس كان أول 100 رجلٍ عينهم رومولوس ورموس في مجلس الشيوخ الروماني يدعون patres بمعنى الآباء، وقد أصبحت سلالة هؤلاء الرجال أو طبقة باتريكيانيين في تاريخ روما. اختلف الباتريكيانيون عن أفراد طبقة البليبس (العامة) بامتلاكهم نفوذاً سياسياً عالياً، أو على الأقل كما كانت الحال في عهد الجمهورية. إلا أنَّ هذا النفوذ تضاءل تدريجياً مع مرور الزمن ودخول العهد المتأخر من زمن الجمهورية، حيث باتت لدى البليبس العامة حقوقٌ شبه مساوية للباتريكيانيين.